# Уильям наш, Шекспир
«Уильям наш, Шекспир» (англ. Upstart Crow) — английский комедийный сериал сценариста Бэна Элтона, автора сериала «Чёрная гадюка», премьера которого состоялась 9 мая 2016 года. Главную роль исполнял Дэвид Митчелл. Сериал был приурочен к 400-летию со дня смерти Уильяма Шекспира.
Сериал характеризуют как историческую комедию формата 80[уточнить] годов. Каждый эпизод сериала протекает на фоне работы над одной из пьес Шекспира. В сериале поднимаются и высмеиваются такие вопросы, как авторство произведений Шекспира, равноправие женщин, в частности возможность играть в театре, стереотипы того времени, связанные с расизмом и нетерпимостью, и религиозными гонениями.
Несмотря на то что название можно перевести с английского языка как «Ворона-выскочка», что имеет важное значение, так как это прозвище было дано Шекспиру его современником Робертом Грином, написавшим о нём памфлет «На грош ума, купленного за миллион раскаяний», сериал получил русское название благодаря фразе персонажа Евгения Евстигнеева из кинофильма «Берегись автомобиля».

## Сюжет
Сюжет сериала сосредоточен на творческом пути и семейных взаимоотношениях Шекспира. С одной стороны он пытается добиться признания в Лондоне, с другой вынужден противостоять нападкам Роберта Грина.

## В ролях
- Дэвид Митчелл — Уильям Шекспир, лысеющий автор пьес из городка Стратфорд-на-Эйвоне.[7] В сериале представлен, как тщеславный человек, озабоченный своим социальным положением, испытывающий неловкость по поводу отсутствия у него высшего образования.[7]
- Тим Дауни — Кристофер Марло, друг Шекспира, для которого Шекспир пишет пьесы, пока тот занимается охотой на еретиков.[8]
- Лиза Тарбак — Энн Хэтэуэй, жена Шекспира, необразованная сельская жительница.[9]
- Пола Вилкокс — Мэри Арден, мать Шекспира, из знатной семьи.
- Хэлен Монкс — Сюзанна, несносная дочь Шекспира.[9]
- Харри Энфилд — Джон Шекспир, судимый вор и мошенник, отец Уильяма Шекспира.[10]
- Джемма Уилан — Кэйт, дочь хозяйки лондонской квартиры, которую арендует Шекспир.[10][11] Пытается получить женскую роль в постановках, что во времена Англии 16 века было запрещено,[8] для чего переодевается в юношу.[3]
- Марк Хип — Роберт Грин, конкурент Шекспира на театральном поприще.[10]
- Спенсер Джонс — Уилл Кемп, исполнитель женских ролей в театре.[9]

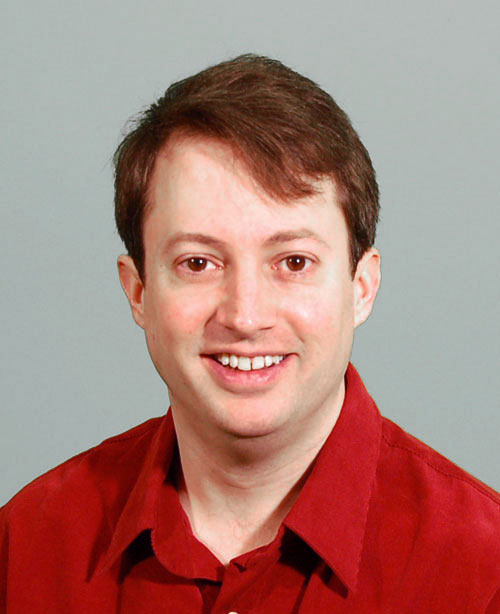
Дэвид Митчелл
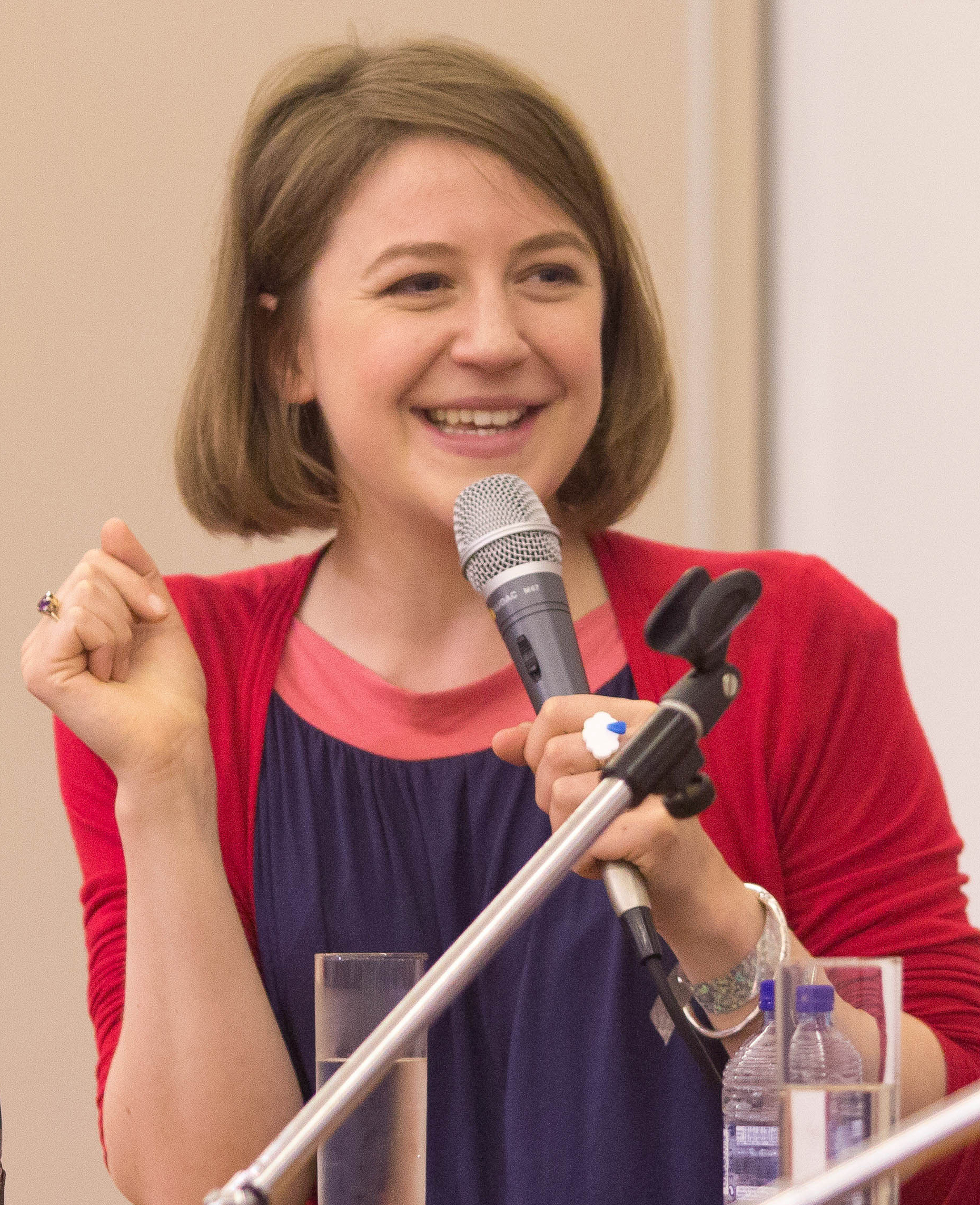
Джемма Уилан
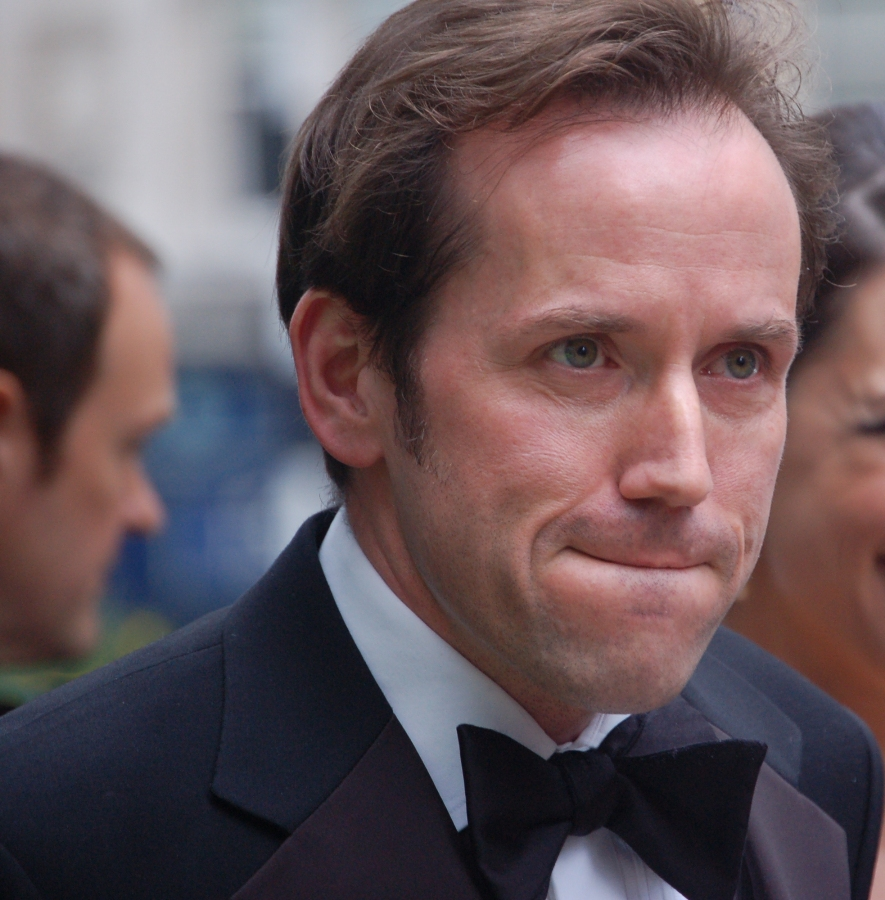
Бен Миллер
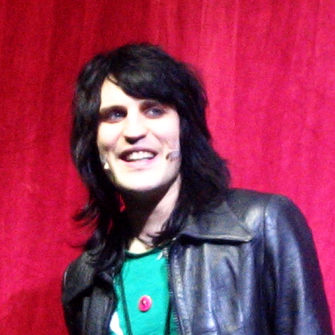
Ноэль Филдинг
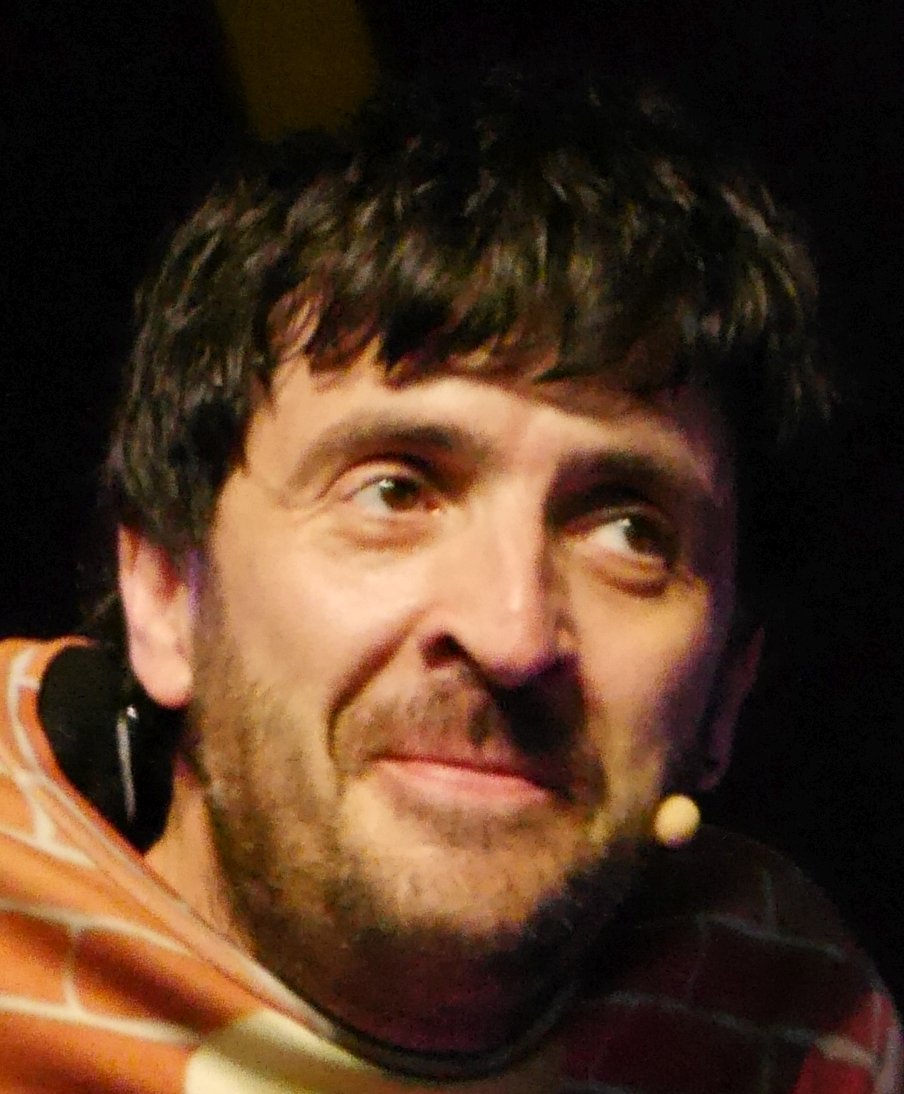
Спенсер Джонс

## Производство

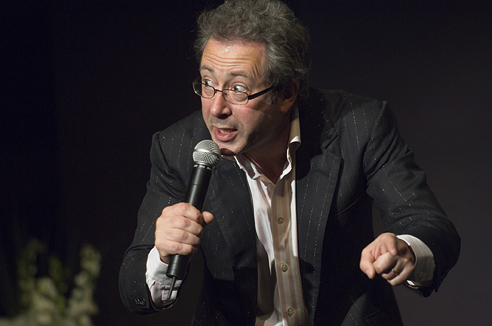
Бэн Элтон

Сценаристом сериала выступил Бэн Элтон известный работе над сериалами «Чёрная Гадюка» и «Мистер Бин». Элтон вернулся к работе сценаристом почти после 20-летнего перерыва, ожидания от его новой работы были невероятно высоки. В сериале можно увидеть интерпретацию таких пьес Шекспира как «Сон в летнюю ночь», «Бесплодные усилия любви», «Венецианский купец», «Много шума из ничего», «Юлий Цезарь» и «Как вам это понравится». Сценарий полон исторических деталей, о жизни семьи Шекспира и нравах Англии 16 века. Шутки для сценария основаны на реальных проблемах общества того времени. В декабре 2020 сериал вернулся на экраны со специальным рождественским выпуском. Показ состоялся 9 декабря на BBC. Выпуск длился 30 минут. Рождественская специальная серия получила называние «Завтра, завтра и завтра: запертое Рождество 1603 года». Бен Элтон в декабре 2020 года обещал продолжение сериала, когда у него будет достаточно материала.

## Критика
Обозреватель издания RG.ru, полагает, что сериал более чем забавен и будет интересен тем, кто знаком с жизнью и творчеством Шекспира, однако визуальный ряд сильно проигрывает содержанию, напоминая телевидение 80-х годов, попавшее во второе десятилетие 21 века. Он также считает, что в попытках создать фильм для широкой аудитории, где каждый увидел бы что-то свое, вне зависимости от степени знакомства с работами Шекспира, сделало сериал двояким, насквозь продуманно-расчетливым и поэтому безжизненным.